# Tribunalul vechi din Sighetu Marmației
Tribunalul vechi din Sighetu Marmației este un monument istoric aflat pe teritoriul municipiului Sighetu Marmației.